# Lasiodora panamana
Lasiodora panamana é uma espécie de aranha pertencente à família Theraphosidae (tarântulas).